# Котельне (Нікольський район)
Коте́льне (рос. Котельное) — присілок у складі Нікольського району Вологодської області, Росія. Входить до складу Нікольського сільського поселення.

## Населення
Населення — 93 особи (2010; 187 у 2002).
Національний склад (станом на 2002 рік):
- росіяни — 100 %